# Josef Capoušek
Josef Capoušek (14. ledna 1946 Praha – 31. května 2025 Duisburg) byl německý trenér kanoistiky českého původu. Sportovci pod jeho vedením získali mnoho úspěchů na světových soutěžích, včetně 18 zlatých olympijských medailí. 

## Život
Josef Capoušek se narodil v Praze, ale po invazi sovětských vojsk emigroval do Německa. Přitom neuměl německy a neměl žádné peníze. V Německu se začal živit uklízením, prodával noviny, pracoval jako zedník nebo dělník u pásu. Vydělával si tak na studium na Univerzitě Johanna Wolfganga Goetha ve Frankfurtu nad Mohanem, kde studoval sportovní vědy a politologii.
V roce 1980 se stal trenérem německého juniorského národního týmu v rychlostní kanoistice. O osm let později pak hlavním trenérem seniorů. 
Jeho němečtí svěřenci získali na světových soutěžích 51 zlatých medailí, z toho 18 bylo zlatých olympijských medailí. Německá média mu dala přezdívku „Zlatník“.
Po olympiádě v Aténách v roce 2004 mu nabídla spolupráci Čínská kanoistická federace. Následujícího roku tak nastoupil jako hlavní trenér čínské reprezentace. Šest týdnů před olympiádou v Pekingu v roce 2008 byl však ze svého místa vyhozen a nahrazen čínským trenérem, armádním důstojníkem. Podle čínské strany se totiž zdálo, že jejich reprezentace nezíská na hrách zlatou medaili. „Problém byl v překladu mé smlouvy, v čínské verzi stojí, že se zavazuju vyhrát zlatou medaili na olympijských hrách, což je v podstatě blbost, protože žádnej trenér nemůže podepsat smlouvu, kde slibuje zlatou medaili,“ uvedl Capoušek. Čína jednu zlatou medaili v závodě mužů na 500 metrů nakonec získala.

## Osobní život
Capoušek měl syna a dceru. Žil v německém Duisburgu. Zemřel ve věku 79 let.

## Ocenění
- Spolkový kříž za zásluhy o sport